# Сміливого куля боїться
«Сміливого куля боїться» (інша назва — «Мішка приймає бій») — радянський художній фільм 1970 року режисера  Олега Ніколаєвського.

## Сюжет
22 червня 1941 року. Звичайний ранок в піонерському таборі біля кордону СРСР. Діти плескалися в річці, раптом бачать десант і захоплено дивляться… Вони ще не знають, що це німці, які скоро візьмуть їх в полон і будуть готувати до відправки в Німеччину…

## У ролях
- Юрій Шергін —  Мішка Скворцов
- Олександр Довгуль —  Костя Малишев
- Ірина Родіонова —  Катя Коробова
- Михайло Чигарьов —  Василь Корольов, молодший лейтенант
- Віталій Бєляков —  «червоноармієць»
- Ігор Варпа —  Ганс Штімме, майор
- Володимир Довейко —  Рудольф Штарке, вихователь
- Адольф Ільїн —  повновидий поліцай
- Світлана Дідоренко —  Маринка
- Данило Нетребін —  Федір Коробов
- Юрій Мельницький —  водовоз
- Микола Пишванов —  дід
- Олег Ніколаєвський —  Матвій Степанович, директор піонертабору

## Знімальна група
- Режисер — Олег Ніколаєвський
- Сценарист — Йосип Дік
- Оператор — Ігор Лукшин
- Композитор — Євген Стіхін
- Художник — Юрій Істратов